# Lautaro Palacios
Lautaro Agustín Palacios (La Plata, Buenos Aires, Argentina; 29 de junio de 1995) es un futbolista profesional argentino, que juega como delantero y actualmente se desempeña en Audax Italiano de la Primera División de Chile.

## Trayectoria
Después de jugar en el club Defensores de Cambaceres de Primera D argentina, en la temporada 2019, ficha por el club chileno de Primera B Unión San Felipe, siendo enviado a préstamo al club de Primera División Coquimbo Unido en la segunda mitad de 2020. Junto a Coquimbo Unido, ha jugado la Copa Sudamericana 2020, anotando un gol en su debut.
Para la temporada 2021 fue contratado por Audax Italiano en un contrato por 4 temporadas.
El 4 de julio de 2022 fue cedido a préstamo al Al-Adalah de Arabia Saudita. En febrero de 2023, regresa a Audax Italiano, pero en un entrenamiento sufrió un corte en el tendón de Aquiles, que lo tendrá inactivo por 6 meses.

## Estadísticas
| Club                               | Div.          | Temporada     | Liga  | Liga  | Copas nacionales | Copas nacionales | Torneos internacionales | Torneos internacionales | Total | Total |
| Club                               | Div.          | Temporada     | Part. | Goles | Part.            | Goles            | Part.                   | Goles                   | Part. | Goles |
| ---------------------------------- | ------------- | ------------- | ----- | ----- | ---------------- | ---------------- | ----------------------- | ----------------------- | ----- | ----- |
| Defensores de Cambaceres Argentina | 4.ª           | 2017-18       | 38    | 10    | —                | —                | —                       | —                       | 38    | 10    |
| Defensores de Cambaceres Argentina | 5.ª           | 2018-19       | 12    | 2     | —                | —                | —                       | —                       | 12    | 2     |
| Defensores de Cambaceres Argentina | Total club    | Total club    | 50    | 12    | 0                | 0                | 0                       | 0                       | 50    | 12    |
| Unión San Felipe · Chile           | 2.ª           | 2019          | 20    | 6     | 4                | 1                | —                       | —                       | 24    | 7     |
| Unión San Felipe · Chile           | 2.ª           | 2020          | 14    | 4     | —                | —                | —                       | —                       | 14    | 4     |
| Unión San Felipe · Chile           | Total club    | Total club    | 34    | 10    | 4                | 1                | 0                       | 0                       | 38    | 11    |
| Coquimbo Unido · Chile             | 1.ª           | 2020          | 16    | 4     | —                | —                | 8                       | 5                       | 24    | 9     |
| Coquimbo Unido · Chile             | Total club    | Total club    | 16    | 4     | 0                | 0                | 8                       | 5                       | 24    | 9     |
| Audax Italiano · Chile             | 1.ª           | 2021          | 32    | 11    | 2                | 0                | —                       | —                       | 34    | 11    |
| Audax Italiano · Chile             | 1.ª           | 2022          | 14    | 9     | 1                | 2                | 2                       | 0                       | 17    | 11    |
| Al Adalah Arabia Saudita           | 1.ª           | 2022-23       | 12    | 1     | 1                | 0                | —                       | —                       | 13    | 1     |
| Al Adalah Arabia Saudita           | Total club    | Total club    | 12    | 1     | 1                | 0                | 0                       | 0                       | 13    | 1     |
| Audax Italiano · Chile             | 1.ª           | 2023          | 0     | 0     | 0                | 0                | —                       | —                       | 0     | 0     |
| Audax Italiano · Chile             | 1.ª           | 2024          | 19    | 2     | —                | —                | —                       | —                       | 19    | 2     |
| Audax Italiano · Chile             | 1.ª           | 2025          | 13    | 4     | 6                | 1                | —                       | —                       | 19    | 5     |
| Audax Italiano · Chile             | Total club    | Total club    | 78    | 26    | 9                | 3                | 2                       | 0                       | 89    | 29    |
| Total carrera                      | Total carrera | Total carrera | 190   | 53    | 14               | 4                | 10                      | 5                       | 214   | 62    |
| 1. 2. 3.                           |               |               |       |       |                  |                  |                         |                         |       |       |